# Justin (Vorname)
Justin (Aussprache: deutsch [jusˈtiːn], englisch [ˈdʒʌs.tɪn]) oder Justinus ist ein männlicher Vorname.

## Herkunft und Bedeutung
Der Name stammt aus dem Lateinischen und leitet sich vom Diminutiv von Justus (Iustus, „der Gerechte“ → Iustinus) ab. Über seine eigene Verkleinerungsform Iustinianus ist der Name Justin ebenfalls mit Justinian verwandt. Die weibliche Entsprechung lautet Justine (Iustina).

## Verbreitung
Die Namen Justin und Justinus sind im deutschen Sprachraum schon lange bekannt, doch waren sie hier bis Ende des 20. Jahrhunderts nie sehr häufig. In den 1990er Jahren stieg in Deutschland die Beliebtheit des Namens Justin stark an, so dass er in den 2000er Jahren zeitweise unter den zwanzig meistvergebenen männlichen Vornamen war. Anfang der 2010er Jahre kam es zu einem Abwärtstrend. Viele Eltern in Deutschland bevorzugen – anders als in früheren Zeiten – eine englische Aussprache des Namens.
Einer an der Universität Oldenburg im Jahr 2009 verfassten Masterarbeit zufolge erzeugen bestimmte (vor allem englische und exotische) Vornamen von Schülern Vorurteile auf der Lehrerseite. Laut dieser Arbeit gehörte Justin bei den befragten Grundschullehrern nach insgesamt 500 ausgewerteten Fragebögen zu den unbeliebtesten Vornamen.
Die Beliebtheit englisch klingender Namen in Deutschland, der sogenannte „Kevinismus“, verleitete manche Autoren zu lautmalerischen bzw. satirischen Schreibweisen des Namens Justin wie Dschastin, Schastin oder Tschastin (so für den Sohn der Hauptperson in Kai Twilfers Satire Schantall, tu ma die Omma winken!).

## Namenstag
Dem Namen Justin wird der 1. Juni zugeordnet, der kirchliche Gedenktag des christlichen Heiligen Justin der Märtyrer.

## Namensträger

### Antike
- Justin I. (450–527), oströmischer Kaiser
- Justin II. (ca. 520–578), oströmischer Kaiser
- Justin (Feldherr) (6. Jahrhundert), oströmischer General
- Justin der Märtyrer (ca. 100–165), christlicher Philosoph und Apologet
- Justin der Bekenner (ca. 269), christlicher Priester, Märtyrer und Heiliger
- Marcus Iunianus Iustinus, antiker römischer Geschichtsschreiber

### Vorname
- Justin Bieber (* 1994), kanadischer Sänger
- Justin Chu Cary (* 1982), US-amerikanischer Schauspieler
- Justin Engel (* 2007), deutscher Tennisspieler
- Justin Godart (1871–1956), französischer Politiker
- Justin Haynes (1972/73–2019), kanadischer Jazzmusiker
- Justin Herbert (* 1998), US-amerikanischer Footballspieler
- Justin Lang (1934–2008), deutscher Ordenspriester und Kirchenhistoriker
- Justin Langer (* 1970), australischer Cricketspieler
- Justin Luquot (1881–1944), französischer Politiker und Résistant
- Justin Metsing Lekhanya (1938–2021), lesothischer Politiker und ehemaliger General
- Justin A. McCarthy (* 1945), US-amerikanischer Professor der Geschichtswissenschaft
- Justin Kan (* 1983), US-amerikanischer Unternehmer
- Justin Smiley (* 1981), US-amerikanischer American-Football-Spieler
- Justin Sonder (1925–2020), deutscher Holocaustüberlebender
- Justin Steinfeld (1886–1970), deutscher Schriftsteller
- Justin K. Thompson (* 1974), US-amerikanischer Szenenbildner und Filmregisseur
- Justin Timberlake (* 1981), US-amerikanischer Popmusiker (*NSYNC)
- Justin Trudeau (* 1971), kanadischer Politiker
- Justin Turner (* 1984), US-amerikanischer Baseballspieler
- Justin Viard, haitianischer Diplomat
- Justin Whalin (* 1974), US-amerikanischer Schauspieler
- Justin Yifu Lin (* 1952), chinesischer Wirtschaftswissenschaftler

### Vorname in der Form Iustin
- Iustin Moisescu (1910–1986), Patriarch der Rumänisch-Orthodoxen Kirche

### Familienname
Zu Justin als Familienname siehe unter Justin.

## Entsprechungen in anderen Sprachen
- Englisch: Justin
- Esperanto: Justino
- Französisch: Justin
- Italienisch: Giustino
- Lateinisch: Iustinius (IVSTINIVS), Iustinus (IVSTINVS)
- Lettisch: Džastins
- Maltesisch: Ġustinu
- Polnisch: Justyn
- Portugiesisch: Justino
- Rumänisch: Iustin
- Slowenisch: Justin
- Spanisch: Justino
- Tschechisch: Justin
- Ungarisch: Iousztinosz

sowie in Sprachen mit nicht-lateinischen Schriften
- Bulgarisch: Юстин (Jostin)
- Griechisch: Ιουστίνος (Ioustinos)
- Hebräisch: יוסטינוס
- Russisch: Иустин (Ijustin), auch Юстин (Justin), Устин (Ustin), Джастин (Dschastin)
- Serbisch/Bosnisch/Kroatisch: Јустин, Justin
- Serbisch/Bosnisch/Kroatisch: Џастин, Džastin
- Japanisch:  ジャステイン (Jasutein)